# Pérez (futebolista)
Juan Miguel Pérez, mais conhecido como Pérez (Concepción, 5 de julho de 1938 — Assunção, 9 de dezembro de 2014), foi um ex-futebolista paraguaio que atuava como goleiro.

## Carreira

### Futebolista
Em sua terra natal, disputou a Copa Libertadores de 1961 pelo Cerro Porteño e foi campeão paraguaio em 1962 pelo Olímpia.
Com grandes atuações na Libertadores de 1967, foi contratado pelo Palmeiras em 1967, vindo do Galícia, da Venezuela. Inicialmente, tornando-se reserva de Valdir de Moraes, mas assumiu a meta palestrina na reta final do Torneio Roberto Gomes Pedrosa de 1967. Pérez fez parte da famosa "Academia" e pelo clube conquistou três títulos brasileiros e foi vice da Copa Libertadores de 1968, atuando pela equipe alviverde em 59 partidas com 34 vitórias, 15 empates e 10 derrotas.
Defendeu o Sport de 1971 a 1975, ano em que o clube pôs fim ao jejum de 12 anos sem conquistar títulos.
No Brasil, Pérez jogou também pelo Guarani.

### Fora dos campos
Após encerrar sua carreira, assumiu a função de preparador de goleiros no Sport. Foi fundador da Escolinha de Goleiros do clube, em 1973.
Em 1977, fez parte da comissão técnica do Corinthians, que quebrou um hiato de duas décadas.
Exerceu também as funções de auxiliar-técnico e técnico no Náutico. Em 1979, comandou o clube na célebre excursão pela Ásia, Europa e Caribe enfrentando o lendário New York Cosmos de Neeskens, Beckenbauer, Carlos Alberto Torres e Marinho Chagas.
Na Arábia Saudita fez sucesso como preparador de goleiros do Al Hilal e na seleção nacional nas Olimpíadas de Los Angeles, em 1984.

## Títulos
Olimpia
- Campeonato Paraguaio: 1962

Palmeiras
- Campeonato Brasileiro: 1967 (Robertão)[11], 1967 (Taça Brasil)[11] e 1969[11]

Sport Recife
- Campeonato Pernambucano: 1975

## Morte
Pérez morou em Natal entre 2010 e 2012 e faleceu em Assunção, no Paraguai, no dia 9 de dezembro de 2014, aos 76 anos, vítima de um câncer intestinal. Segundo seus familiares, Pérez fez questão de ser enterrado com as camisas de Palmeiras e Sport, equipes que tinha uma grande admiração e que ele acompanhou até os seus últimos dias.
Em 2020, o jornalista Dionisio Outeda lançou a biografia do goleiro Juan Miguel Pérez, chamada "El Arquero de las Américas".